# Lang Biang - Đà Lạt
Lang Biang - Đà Lạt là một phường thuộc tỉnh  Lâm Đồng, Việt Nam.
Phường Lang Biang - Đà Lạt được thành lập ngày 16 tháng 6 năm 2025 theo Nghị quyết số 1656/NQ-UBTVQH15  của Ủy ban Thường vụ Quốc hội  trên cơ sở sáp nhập  toàn bộ diện tích tự nhiên, quy mô dân số của Phường 7, thành phố Đà Lạt và thị trấn Lạc Dương và xã Lát, huyện Lạc Dương . Phường này chính thức hoạt động từ ngày 01 tháng 7 năm 2025.

## Địa lý
Phường Lang Biang - Đà Lạt có vị trí địa lý:
- Phía Bắc giáp xã Đam Rông 4
- Phía Nam giáp phường Cam Ly - Đà Lạt và xã Nam Hà Lâm Hà
- Phía Đông giáp xã Lạc Dương và phường Lâm Viên - Đà Lạt
- Phía Tây giáp xã Phú Sơn Lâm Hà

Phường có diện tích 322,66 km², dân số năm 2025 là 40.041 người, mật độ dân số đạt 124 người/km².